# Niño y Pistola
Niño y Pistola fue una banda gallega de folk rock formada en 2004 en Bayona y disuelta en 2015. En su carrera editaron 4 discos y un EP.

## Biografía
Niño y Pistola se formó en Bayona en 2004. La formación inicial la componían Manuel H. Portolés (voz y guitarra), Enrique Esmerode (batería), Ramón Martín (guitarra y coros) y Álvaro A. Rivera (bajo). Después de editar un par de maquetas autoproducidas, el sello Mulberry Records sacó a la luz su primer larga duración en 2006, Como un maldito guisante, grabado en los Estudios Abrigueiro por Arturo Vaquero. Poco después de la salida del disco Niño y Pistola pasaría a formar parte de la plantilla de Ernie Producciones, la oficina de management de Josiño Carballo. Más tarde ese mismo año Niño y Pistola formó parte del disco tributo a Andrés do Barro, Manifesto Dobarrista, para el que grabaron una versión de la canción O Tren. Con este primer trabajo la banda hizo su primera gira nacional, en este caso compartida con otras dos bandas de la plantilla de Ernie Producciones: Igloo y Jugoplastika. Esa gira conjunta se planteó como un minifestival itinerante bautizado como Festival Ernie.
Dos años más tarde, en 2008, Mulberry Records cesó su actividad y Niño y Pistola ficharon por el sello Astro Discos donde editaron su segundo trabajo, Culebra, de nuevo grabado en los Estudios Abrigueiro bajo la supervisión de Arturo Vaquero. La relación con este sello no fue muy buena (síntoma de ello es que todos sus discos están editados en formato vinilo excepto este), y la banda no tardaría mucho en abandonarlo. Poco después Astro Discos desaparecería. La gira de presentación de Culebra fue un poco más extensa que la del disco anterior. En esta ocasión Niño y Pistola hicieron una gira propia que les llevó a tocar por España (recalando en numerosas ocasiones en Portugal) llegando a formar parte de pequeños festivales de música independiente o a ejercer de teloneros de bandas nacionales como The Sunday Drivers, e internacionales como Keane.
Después de un cambio de formación en el que Raúl Diz sustituyó a la guitarra a Ramón Martín, en 2010 la banda graba su tercer disco, As Arthur and the Writers, esta vez en el estudio Casa de Tolos, a las órdenes de Segundo Grandío (ex Siniestro Total) y con la colaboración de Charlie Bautista (Tulsa, Amigos Imaginarios, Jero Romero) a los teclados y Miguel de la Cierva (ex Los Limones) a la pedal steel guitar. Editado esta vez por Ernie Records, el sello creado por su oficina de management, este disco supuso un cambio de sonido para Niño y Pistola, pasando de un registro completamente acústico y de tintes británicos a uno eléctrico y con más influencia americana. Este álbum también supuso un paso adelante en su carrera: la gira de su presentación les hizo pasar por festivales de primera línea en España como el Sonorama, el Primavera Sound o la Radio Encendida (de Radio 3).
Tres años más tarde, en 2013, tras nuevos cambios de formación que hacen entrar de nuevo en la banda a Ramón Martín (esta vez a los teclados) y a Arcadio G. Nóvoa (a la guitarra acústica), sale a la luz el cuarto disco de la banda, There’s a Man with a Gun Over There, grabado en los Estudios A Ponte con la ayuda de Tomás Ageitos y editado de nuevo por el sello Ernie Records. Se trata de un disco conceptual inspirado en la crisis de la segunda década de los 2000 y contó con las colaboraciones de Charlie Bautista a los teclados y Álvaro Lamas (Los Limones) a la pedal steel guitar. La gira de presentación de este trabajo, más extensa con cada trabajo, les llevó a tocar en festivales como el PortAmérica, en Xiriapop, el Purple Weekend o el Azkena Rock Festival. La banda creció en seguidores y su trabajo fue mencionado en numerosas listas independientes de "lo mejor del año".
A principios de 2015 Niño y Pistola anuncian su separación. Para conmemorar esta separación y sus diez años de carrera, la banda anuncia tres últimos conciertos en Galicia (Casino de Sabarís, en Bayona; Sala Capitol, en Santiago de Compostela; Café Torgal, en Ourense) acompañados de la edición de un EP de despedida con cuatro nuevas canciones agrupadas bajo el título Bye Kid. Este último EP fue registrado de nuevo en los Estudios A Ponte con Tomás Ageitos a los mandos técnicos. Tras la celebración de esos tres conciertos de despedida en mayo de 2015 la banda se disolvió.

## Influencias y sonido
En sus comienzos el sonido de Niño y Pistola se basaba en las guitarras acústicas, llegando a ser muy similar al de bandas como Violent Femmes o Arizona Baby. La ausencia de un bombo en su set de percusión y la utilización de escobillas marcó el sonido de sus maquetas y de su primer disco. En ese momento su estilo era pop de corte británico, aunque con un cierto poso de rock americano en algunos momentos. Sus influencias más evidentes eran bandas clásicas como The Beatles o The Kinks, aunque bandas como The Jayhawks o Neil Young podían intuirse fácilmente tras sus composiciones. En su segundo disco la banda introdujo un set de batería estándar, incluyendo el bombo. Pese a este cambio existe una clara continuidad entre el sonido de la banda en el segundo disco y en su debut, marcado por la omnipresencia de las guitarras acústicas. 
Las armonías vocales siempre jugaron un papel principal en la banda, que siempre contó con arreglos de segundas y terceras voces así como coros en segundo plano, siempre utilizando el inglés como idioma de las letras de sus canciones.
A partir de su tercer disco el sonido de la banda se electrificó y se aproximó más a un estilo folk-rock americano de corte clásico, tomando como principales influencias el sonido de las bandas de la costa oeste de los Estados Unidos como Crosby, Stills, Nash and Young, The Band o The Byrds. Su sonido se electrificó pero siempre sin perder de vista la guitarra acústica, llegando a ser protagonista en muchos momentos de las canciones.
Durante toda su carrera su estilo ha sufrido una evolución muy marcada tendiendo a la complejidad en cada disco, tanto en sonido con en conceptualización de sus álbumes. De este modo pasaron de una simple colección de canciones en sus primeros discos a una concepción conceptual de sus últimos trabajos, que se podrían clasificar como óperas rock.

## Discografía
- Como un maldito guisante (Mulberry Records, 2006)

| N.º | Título               | Duración |  |
| 1.  | «Cheetah Belt»       | 3:00     |  |
| 2.  | «Anyway (That's OK)» | 3:21     |  |
| 3.  | «This Shit Again»    | 3:03     |  |
| 4.  | «Kill Me»            | 3:08     |  |
| 5.  | «She Was»            | 3:52     |  |
| 6.  | «Song 74»            | 3:04     |  |
| 7.  | «Medication»         | 3:16     |  |
| 8.  | «Why»                | 4:15     |  |
| 9.  | «No Lights»          | 4:36     |  |
| 10. | «No Breakfast»       | 2:33     |  |

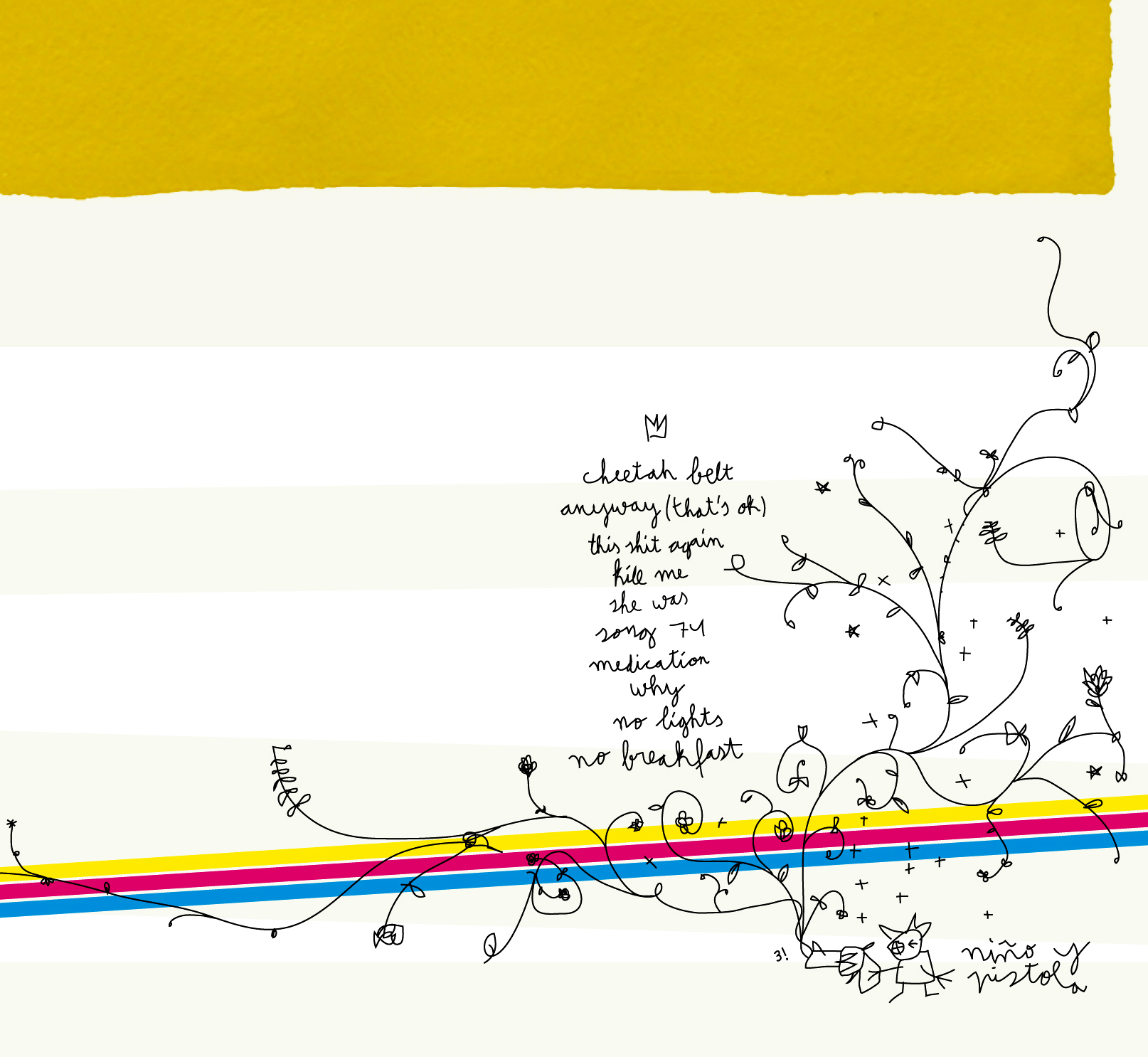

Este disco recuperaba algunas canciones contenidas en las maquetas de la banda completando el repertorio con temas inéditos.  
El sonido de Niño y Pistola en este momento se caracterizaba por dar un protagonismo total a las guitarras acústicas y a los arreglos vocales, respaldados por un bajo eléctrico y un set de batería reducido, sin bombo y tocado con escobillas. El disco fue prácticamente grabado en directo. 
Editado en vinilo de 12 pulgadas y en CD. 
La edición en vinilo de este disco se tituló Como un maldito guisante verde y contiene una canción extra, una versión de I've Been Waiting for You de Neil Young. 
- Culebra (Astro Discos, 2008)

| N.º | Título                     | Duración |  |
| 1.  | «(Living) In My Head»      | 3:11     |  |
| 2.  | «Getting Cold»             | 3:38     |  |
| 3.  | «I Shall Overcome»         | 3:32     |  |
| 4.  | «Guns»                     | 3:35     |  |
| 5.  | «Mulberry Fields»          | 3:03     |  |
| 6.  | «(What Are You) Afraid Of» | 3:43     |  |
| 7.  | «Gone To Liverpool»        | 3:17     |  |
| 8.  | «Moon and Sun»             | 4:25     |  |
| 9.  | «Think For Yourself»       | 4:34     |  |
| 10. | «Science of Sleep»         | 3:47     |  |
| 11. | «When Time Bends»          | 4:57     |  |

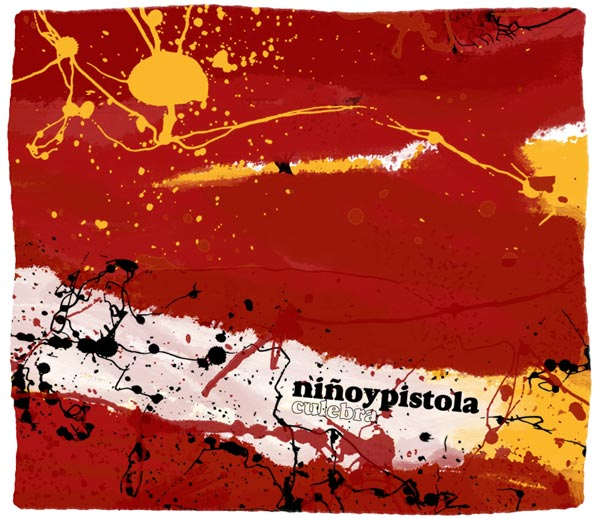

En Culebra el sonido de la banda evolucionó gracias a la inclusión del bombo en el set de batería y a la aparición en determinados momentos de arreglos de guitarras eléctricas y de teclado. Las canciones de este disco tienen un carácter un poco más denso, musicalmente hablando, que las canciones de Como Un Maldito Guisante. Editado sólo en formato CD.
- As Arthur And the Writers (Ernie Records, 2010)

| N.º | Título                       | Duración |  |
| 1.  | «Catch the Sun»              | 3:46     |  |
| 2.  | «She Was So»                 | 2:55     |  |
| 3.  | «Moving»                     | 3:46     |  |
| 4.  | «Looking for the Sun»        | 5:20     |  |
| 5.  | «Listen Girl (We Both Know)» | 3:49     |  |
| 6.  | «Santa Bárbara»              | 3:11     |  |
| 7.  | «Make Out My Guitar»         | 3:10     |  |
| 8.  | «So It Was Raining»          | 3:32     |  |
| 9.  | «Not The Time»               | 3:10     |  |
| 10. | «Last Farewell»              | 4:48     |  |

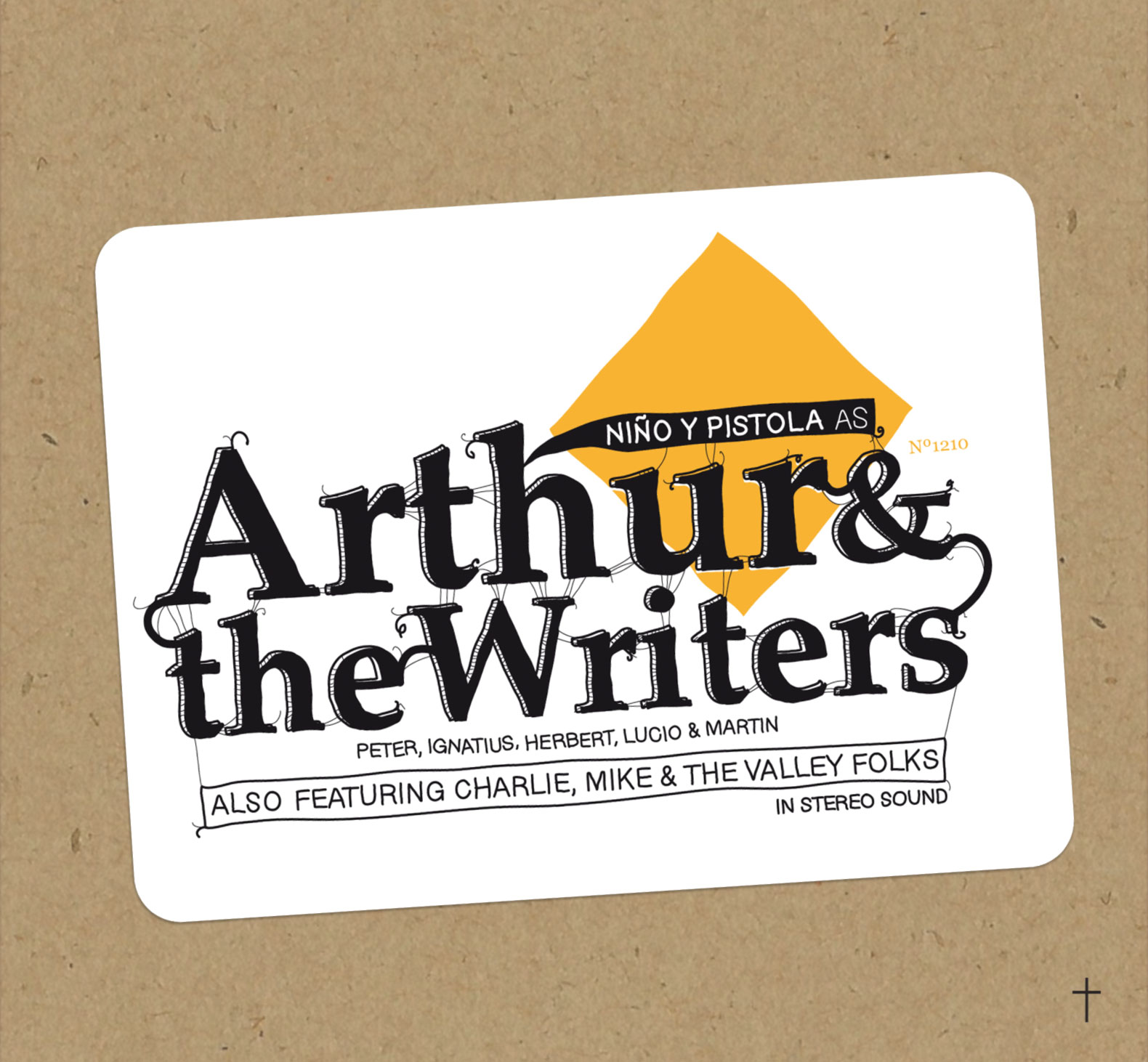

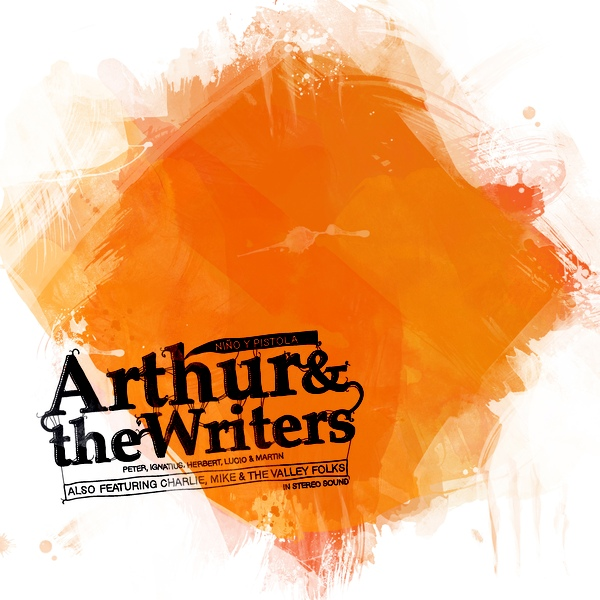

As Arthur And The Writers es un disco conceptual a modo de ópera rock en el que cada una de las canciones narra un capítulo de una historia completa.  A la vez este disco es una especie de guiño al Sgt. Pepper's Lonely Hearts Club Band de los Beatles, en el que los miembros la banda abandonan sus personalidades reales para hacerse pasar por personajes ficticios a modo de alter ego. De este modo la banda creó una serie de nombres y biografías ficticias de cada uno de sus miembros (Peter J. Manuel, Herbert "The Bullet" Bean, Lucius Van Gelden, Ignatius "The ignition" Ray Curtis y Martin C. Mellon) y de la propia banda Arthur And The Writers. Estas biografías fueron creadas por el escritor Arturo Enríquez. Según estas biografías ficticias, Arthur And The Writers sería una banda americana que dedica un disco a su amigo Arthur, fallecido. En este disco el planteamiento musical de la banda cambió introduciendo definitivamente teclados (pianos, pianos eléctricos y órganos tipo Hammond) y guitarras eléctricas para robustecer el sonido y derivando hacia un estilo musical más americano. Editado en vinilo de 12 pulgadas y en CD en sendas tiradas numeradas. La edición en vinilo de este disco tiene un tracklist diferente: Cara A - Moving, Catch the Sun, Looking for the Sun, Santa Barbara, Make Out My Guitar; Cara B - Last Farewell, She Was So, So It Was Raining, We Both Know, Not the Time. Este tracklist alternativo está basado estrictamente en el orden de narración de las canciones que integran el disco. Esta edición cuenta además con una portada diferente a la de la edición en CD.
- There's a Man with a Gun Over There (Ernie Records, 2013)

| N.º | Título                              | Duración |  |
| 1.  | «Deep in the Fall»                  | 2:02     |  |
| 2.  | «I used to Drive a Truck»           | 2:42     |  |
| 3.  | «Fifty Dollars in my Hand»          | 3:54     |  |
| 4.  | «By the Grace of God»               | 4:02     |  |
| 5.  | «And Then Started Raining»          | 6:42     |  |
| 6.  | «Back in the Years»                 | 3:32     |  |
| 7.  | «Indian Song (Everything's Burned)» | 4:29     |  |
| 8.  | «Follow the White Stones»           | 1:47     |  |
| 9.  | «Box of Brass»                      | 2:51     |  |
| 10. | «We've Had Enough»                  | 6:23     |  |

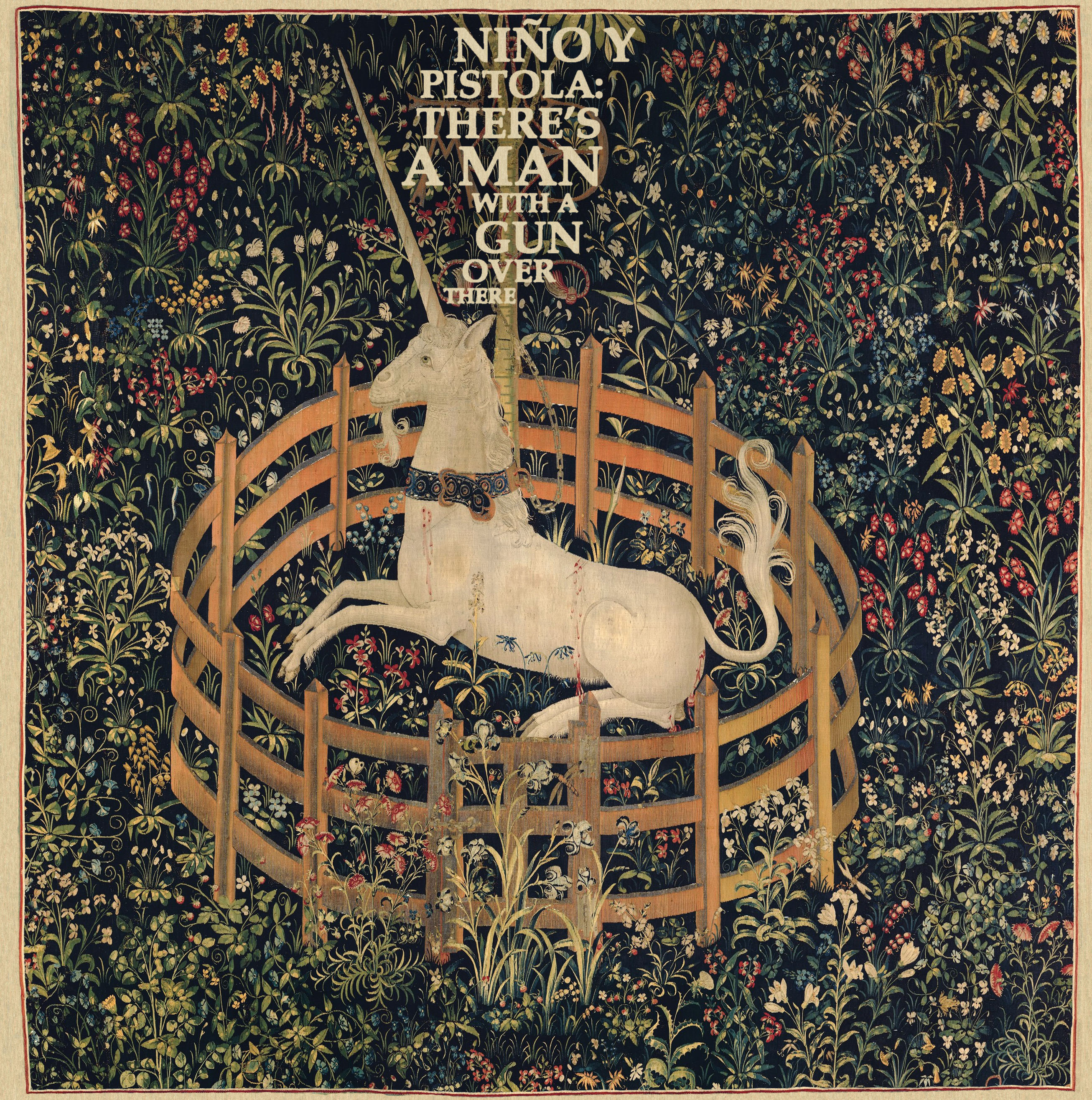

There's A Man With A Gun Over There es la segunda ópera rock de Niño y Pistola. En este trabajo la parte conceptual del disco toma una importancia mayor que en el anterior dando forma a una composición musical más compleja. En este caso, la secuencia de canciones forma un continuo sin cortes y con una curva dramática. En concreto el disco está dividido en dos bloques narrativos de 19 y 13 minutos y un epílogo de 6 minutos.  
Una vez más la evolución del sonido de la banda deriva hacia composiciones más densas y más complejas en instrumentación. 
La narración del disco se sitúa en los Estados Unidos de los años 50. La historia cuenta las aventuras y desventuras de Tom, un jornalero de ascendencia india que está cansado de su vida y decide reunir todo el dinero que tiene para comprar una pistola y matar a su jefe, Mr Doyle. Tras el asesinato, Tom ingresa en prisión. Diez años más tarde, el protagonista decide volver a la granja donde se crio con sus padres, pero al llegar allí no encuentra más que una ruina y una caja de recuerdos que él mismo había escondido cuando era niño.  
Esta historia es en realidad una parábola de la situación de crisis económica y social en la que se compuso el disco en el que se alienta a la revolución personal. 
La portada de este álbum es el tapiz El unicornio en cautividad, parte de la serie de tapices La caza del unicornio, datada entre los siglos XVI y XVII. 
Editado en vinilo de 12 pulgadas y en CD.     
- Bye Kid (Ernie Records, 2015)

| N.º | Título               | Duración |  |
| 1.  | «Red Leaf»           | 4:02     |  |
| 2.  | «Hiding in a Tunnel» | 4:29     |  |
| 3.  | «The Sweetgum Tree»  | 2:34     |  |
| 4.  | «Indian Me»          | 8:00     |  |

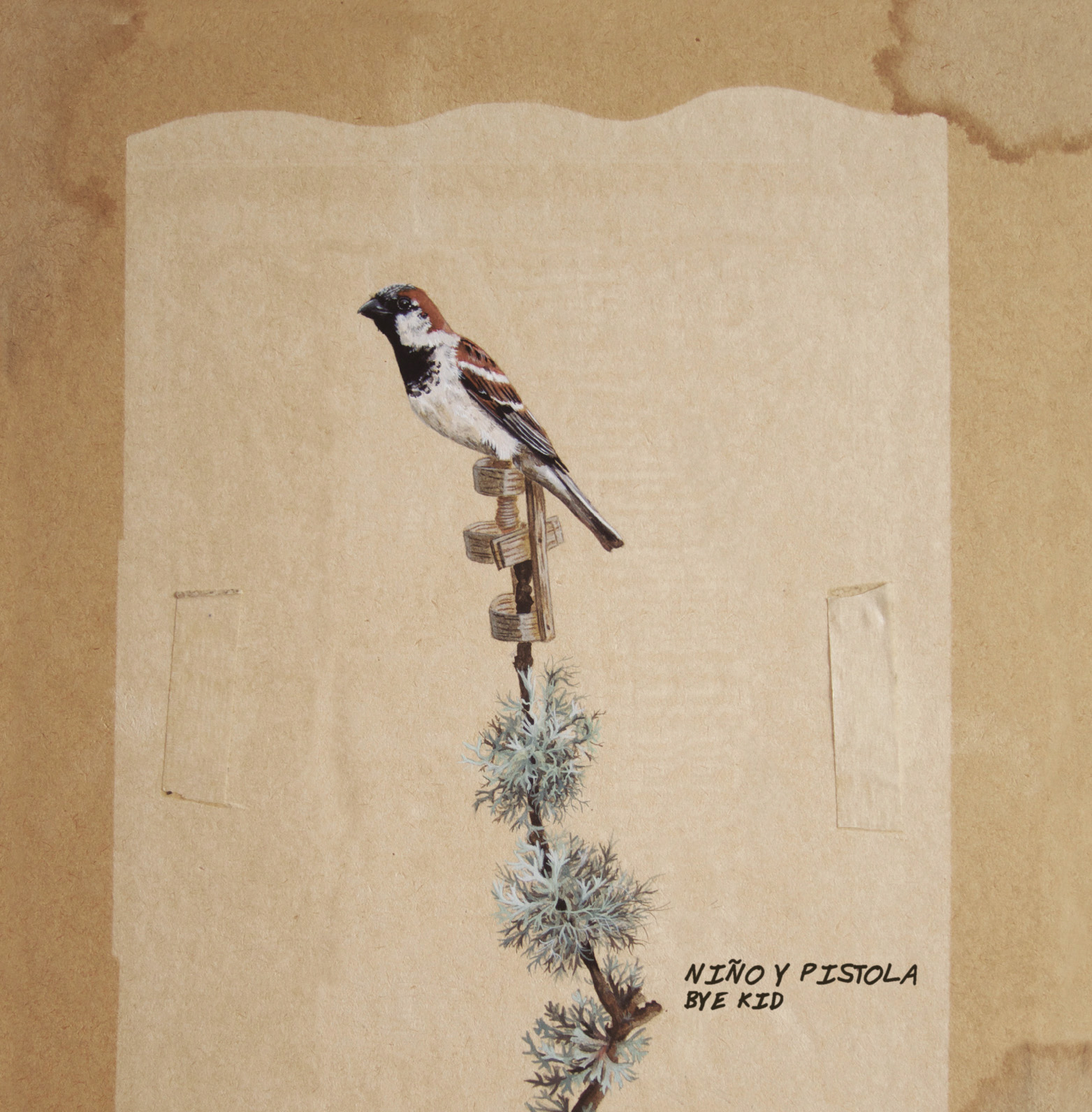

Conceptualmente, Bye Kid es una precuela de There's A Man With A Gun Over There. Si en aquel se narraba la historia de Tom adulto, en éste se cuentan cuatro acontecimientos de su infancia que de alguna manera le condicionaron y le empujaron a cometer el mencionado asesinato futuro. La portada de este disco es una pieza de la serie Folies de la artista Tamara Feijoo. EP de despedida editado sólo en formato vinilo de 10 pulgadas en una tirada numerada y se agotó a apenas un mes de su fecha de edición.